# 加魯達航空152號班機空難
嘉魯達印尼航空152號班機是嘉魯達印尼航空一條由雅加達前往棉蘭的國內航班。1997年9月26日，一架空中巴士A300型客機（機身編號PK-GAI）執行此航班時，於離棉蘭機場30公里、海拔915米高的山上墜毀，全機234人死亡。這是印尼史上單一飛機最嚴重空難，亦是1997年死亡人數最高的空難。

## 乘客國籍
| 國籍       | 乘員數 | 組員數 | 總計 |
| ---------- | ------ | ------ | ---- |
| 印度尼西亞 | 198    | 12     | 210  |
| 日本       | 6      | 0      | 6    |
| 德国       | 4      | 0      | 4    |
| 中華民國   | 3      | 0      | 3    |
| 加拿大     | 2      | 0      | 2    |
| 美国       | 2      | 0      | 2    |
| 英国       | 2      | 0      | 2    |
| 法國       | 1      | 0      | 1    |
| 義大利     | 1      | 0      | 1    |
| 马来西亚   | 1      | 0      | 1    |
| 荷蘭       | 1      | 0      | 1    |
|            | 1      | 0      | 1    |
| 比利时     | 1      | 0      | 1    |
| Total      | 222    | 12     | 234  |

### 機上知名的乘客
新加坡金鷹集團的執行長陳江海（Polar Yanto Tanoto） 也在此次空難中罹難。

## 事故
1997年9月26日，印尼鷹航152號航班從印度尼西亞雅加達出發，飛往棉蘭。從起飛到下降再到著陸都沒有問題。棉蘭管制員允許航班進入棉蘭波洛尼亞機場的05號跑道。在棉蘭，野火產生的煙霧一段時間以來削弱了能見度，因此飛行員要求管制員引導他。152航班降落至3,000英尺（910米），直到指示其左转飞航向240為止；在13:28，它繼續左转飞航向215，並指示2,000英尺（610米）下降。在13:30，管制員指示航班右转飞航向040。但是，在13:34時，152航班墜毀於棉蘭波洛尼亞機場以南32公里處，海拔1,500英尺（460米）的森林地區，右翼降下。機上234人全數死亡，包含三名台灣籍乘客。
截至2020年9月，這起事故仍然是印度尼西亞最致命的航空事故。

## 原因
印尼國家運輸安全委員會（NTSC）的事後調查報告中指出，直接造成飛機墜毀的原因有三個：
1. 在該航班即將進入五邊時，機長並未依照塔台的指示右轉航向046，而是左轉了。
2. 機長並未依塔台指示維持在2000呎（610公尺）高度，於是撞上了海拔高度1550呎（472公尺）高的雨林山坡。另外，由於當時正發生山林大火，煙霧籠罩出事地點附近，亦增加機組員降落時的壓力。棉蘭機場的雷達設備亦不先進，更新的速度非常緩慢（12秒），以致於塔台無法即時掌握航班的動向。
3. GPWS存在缺陷，系統在某些特定山區下降時，不會發出警報。[2]

## 152號班機最後對話
※粗体 是通信对话。斜体 是由当地语言对话翻译成的英文。
- 13:29:41:ATC（棉兰）：Indonesia 152 traffic clear. Descend to 2,000 feet.（印尼鹰航152，无影响。下降到2000英尺。）
- 13:29:44:GA152（副驾驶）：Descend to 2,000 feet. Indonesia 152.（下降到2000英尺。印尼鹰航152）
- 13:30:04:ATC（棉兰）：Indonesia 152 turn right heading 046. report established localizer.（印尼鹰航152，右转飞航向046，建立航向道报）
- 13:30:08:GA152（副驾驶）：Turn right heading 040 [sic]. Indonesia 152 check established.（印尼鹰航152，建立航向道报）
- 13:30:13:GA152（機长）：Flaps 8.（襟翼8）
- 13:30:14:GA152（副驾驶）：Speed check... flaps 8.（检查速度...襟翼8）
- 13:30:20:GA152（機长）：It's hot - yes? The cockpit is hot... Please have a look... The cockpit is hot!（很热，是吧？驾驶舱很热。请检查一下...驾驶舱很热！）

（这时机长在 左转。副驾驶设定完空调后发现飞机正在左转。）
- 13:30:33:GA152（副驾驶）：Turn... turn right!（是、是右转！）
- 13:30:35:GA152（機长）：Indonesia 152 confirm turning left or turning right heading 046?（印尼鹰航152。证实一下左转还是右转飞航向046。）
- 13:30:39:ATC（棉兰）：Turning right sir.（右转，先生）
- 13:30:40:GA152（副驾驶）（機长）：Sorry Capt.（对不起，机长）
- 13:30:41:GA152（機长）：Roger 152. （收到，152）
- 13:30:43:GA152（副驾驶）：Sorry Capt.（对不起，机长）
- 13:30:44:GA152（副驾驶）：It's already cold.（已经设定为制冷。）

（GA152虽然在往右转修正，但是棉兰空管通过雷达发现他们一直在左转）
- 13:30:51:ATC（棉兰）：152 confirm you are making turning left now?（152，证实一下你们现在是否正在左转？）
- 13:30:56:GA152（機长）：We are... turning right now.（我们...正在右转）
- 13:31:05:ATC（棉兰）：152... OK. continue left turn now.（152，好的。现在继续左转。）
- 13:31:09:GA152（機长）：Confirm turning left? We are starting turning right now.（证实是否左转？我们正开始右转！）
- 13:31:13:ATC（棉兰）； Aduh! OK，OK.（哎呀！好的，好的。）
- 13:31:13:GA152（副驾驶）：Just turn right Capt.（右转就行，机长。）

（在这样的混乱中，副驾驶发现高度已经下降到近1500英尺）
- 13:31:27:GA152（副驾驶）：Err...descend!（啊啊，正在下降！）
- 13:31:29:GA152（機长）： Eh...? Maaf...（欸，抱歉）
- 13:31:31：ATC（棉兰）：Indonesia 152 continue turn right heading 015.（印尼鹰航152，继续右转飞航向015.）
- 13:31:32：（飞机接触树木的声音）
- 13:31:33：（警告声"PULL UP PULL UP" 和两名飞行员的喊声）
- 13:31:34-13:31:36：（两名飞行员的喊声）
- 13:31:37：（CVR录音结束）

### 類似事故
- 巴基斯坦國際航空268號班機空難
- 美國航空965號班機空難
- 中國國際航空129號班機空難

### 其他
- 空難列表
- 可控飛行撞地（CFIT）
- 地面迫近警告系統（EGPWS）

## 外部連結
- Major Airline Disasters報告（页面存档备份，存于）
- AirDisaster.com 對是次意外的報告（页面存档备份，存于）